# Qwixx
Qwixx — гра в кості з шістьма кістками, створена Штеффеном Бенндорфом, видана Nürnberger-Spielkarten-Verlag у 2012 році. Гра була номінована на Spiel des Jahres 2013 разом із трьома іншими іграми, але поступилася грі Hanabi. У 2014 році Qwixx здобула Nederlandse Spellenprijs.

## Ігровий процес

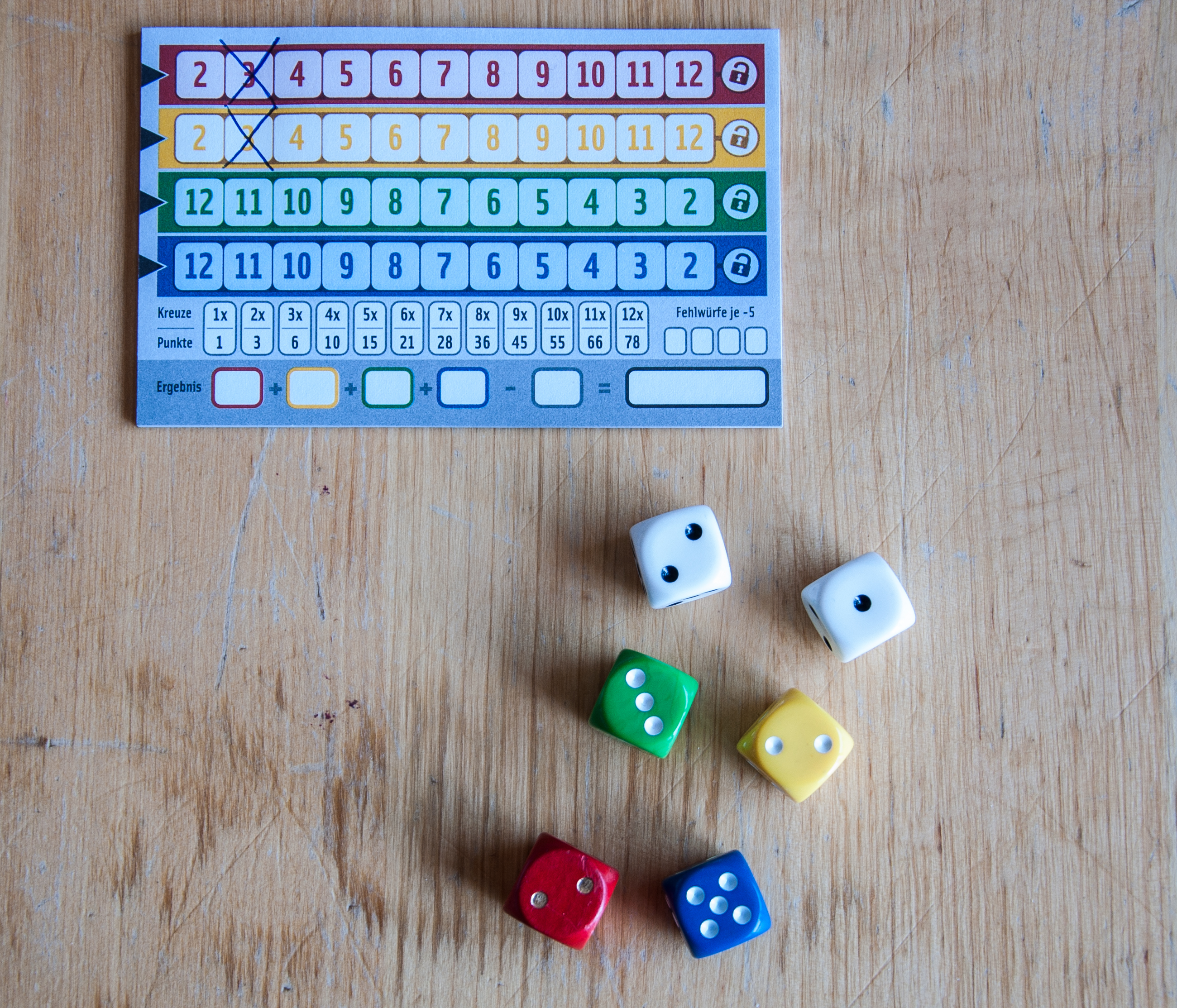
Ігрові компоненти Qwixx: після першого кидка сума білих кубиків (3) записана в червону лінію, а сума білого та жовтого кубиків (3) — у жовту лінію.

Блокнот для підрахунку очок у Qwixx

### Принцип гри та компоненти
Принцип гри простий і нагадує класичні кубикові ігри, такі як Кніффель або Yahtzee. Компоненти включають блокнот для підрахунку очок і шість кубиків: два білих і по одному червоному, синьому, жовтому та зеленому. Гра розрахована на 2–5 гравців, тривалість партії становить приблизно 15 хвилин. Рекомендований вік — від 8 років, оскільки потрібні навички додавання та стратегічного мислення. Мета гри — закреслити якомога більше чисел у чотирьох кольорових лініях на бланку, щоб набрати максимум очок.

### Хід гри
Стартовий гравець визначається жеребкуванням, після чого гравці по черзі кидають кубики. Активний гравець відкрито кидає всі шість кубиків і спочатку оголошує суму чисел на двох білих кубиках. Усі гравці можуть закреслити цю суму в будь-якій кольоровій лінії на своєму бланку. У кожній лінії числа потрібно закреслювати зліва направо, пропуски дозволені, але пропущені числа не можна закреслити пізніше. Потім активний гравець може додати число одного білого кубика до числа одного кольорового кубика і закреслити отриману суму у відповідній кольоровій лінії. Якщо активний гравець не може закреслити жодне число (ані від суми білих кубиків, ані від комбінації з кольоровим кубиком), він записує кидок як невдалий.
Щоб завершити кольорову лінію, у ній має бути щонайменше п’ять закреслених чисел, а останнє поле справа має бути вільним. За відповідного кидка гравець може закреслити це поле, завершуючи лінію, і позначити символ замка в кінці. Якщо це сталося під час першої дії (сума білих кубиків), інші гравці, які мають щонайменше п’ять закреслень у цій лінії, також можуть її завершити. Завершена лінія блокується для всіх гравців у наступних раундах, а відповідний кольоровий кубик прибирається з гри.
Гра закінчується, коли хтось записує четвертий невдалий кидок або коли завершено дві кольорові лінії, після чого два кольорові кубики вилучаються. Очки підраховуються за таблицею під кожною лінією, яка відображає суму кількості закреслень. Максимальна кількість очок за лінію з 12 закреслень становить:
{\displaystyle \sum _{k=1}^{12}k=1+2+3+4+5+6+7+8+9+10+11+12=78}.
За кожен невдалий кидок гравець втрачає 5 очок. Перемагає гравець із найвищою сумою очок.

### Qwixx Characters
До Міжнародних ігрових днів 2017 в Ессені вийшло доповнення Qwixx Characters, яке складається з п’яти карт персонажів. Перед грою кожному гравцеві випадково видається одна карта або гравці обирають їх самостійно. Активний гравець може використати особливість свого персонажа, щоб вплинути на гру. Правила гри залишаються стандартними.
Особливості персонажів:
| Персонаж     | Особливість |
| ------------ | --- |
| Double Dutch | Double Dutch може кинути кубики двічі замість одного разу, вирішуючи, чи кидати всі кубики, чи лише частину, у другому кидку. Підрахунок очок відбувається після другого кидка або відмови від нього. |
| Tina Turner  | Tina Turner може після кидка змінити 3 на 4 або навпаки на одному кубику. Підрахунок очок відбувається після зміни або відмови від неї.                                                               |
| Magic Mike   | Magic Mike може після кидка закреслити поле між двома закресленими полями, між якими є один вільний простір. Це можна зробити після запису результатів кидка, але не більше двох закреслень за кидок. |
| Chriss Cross | Chriss Cross може закреслити до трьох полів замість двох за кидок: один раз за сумою білих кубиків і двічі за комбінацією білого та кольорового кубика.                                               |
| Miss Take    | Miss Take не записує невдалий кидок, якщо не може закреслити поле, а натомість може закреслити будь-яке поле на бланку, крім останнього числа.                                                        |

## Інші варіанти гри
На основі оригінальної версії, відомої як Qwixx Classic (або Qwixx – Das Original), Штеффен Бенндорф випустив кілька варіантів із дещо зміненими правилами:
- Qwixx Deluxe (2013)
- Qwixx XL (2013)
- Qwixx gemixxt (2014)
- Qwixx – Das Kartenspiel (2014)
- Qwixx: Big Points (2015)
- Qwixx: Das Duell (2016)
- Qwixx Connected (2019)
- Qwixx on Board (2019)

## Сприйняття
Qwixx було номіновано на Spiel des Jahres 2013 разом із Hanabi Антуана Бози та Augustus Паоло Морі. Журі обґрунтувало номінацію так:
|  | Qwixx пропонує максимум задоволення від гри в кості з мінімальним використанням матеріалів. Швидка гра в маленькій коробочці зі зрозумілими правилами захоплює всі покоління однаково. Оскільки кожен може отримати вигоду від кожного кидка, всі гравці завжди з нетерпінням чекають наступного результату. Ризикнути чи діяти обережно? Захоплююча суміш удачі і тактики має потенціал стати багаторічним фаворитом — тим більше, що вона поміститься в будь-якій валізі |

У 2014 році Qwixx здобуло Nederlandse Spellenprijs. 